# Puklina depilata
Puklina depilata är en stekelart som beskrevs av Graham 1991. Puklina depilata ingår i släktet Puklina och familjen finglanssteklar.
Artens utbredningsområde är:
- Frankrike.
- Grekland.
- Spanien.

Inga underarter finns listade i Catalogue of Life.